# みなとまつり
みなとまつりは、日本各地の沿岸地域で行われる祭事・行事・イベントなどの名称や愛称。表記ゆれとして「みなと祭り」「みなと祭」「みなとまつり」「港まつり」「港祭り」「港祭」などがある。

## 各地の「みなとまつり」

### 北海道
- くしろ港まつり/釧路港まつり　-  北海道釧路市で8月に行われるイベント。音楽・踊りのパレードなどを中心とした祭り。

- とまこまい港まつり/苫小牧港祭り/みなと祭り　-　北海道苫小牧市で8月に行われるイベント。

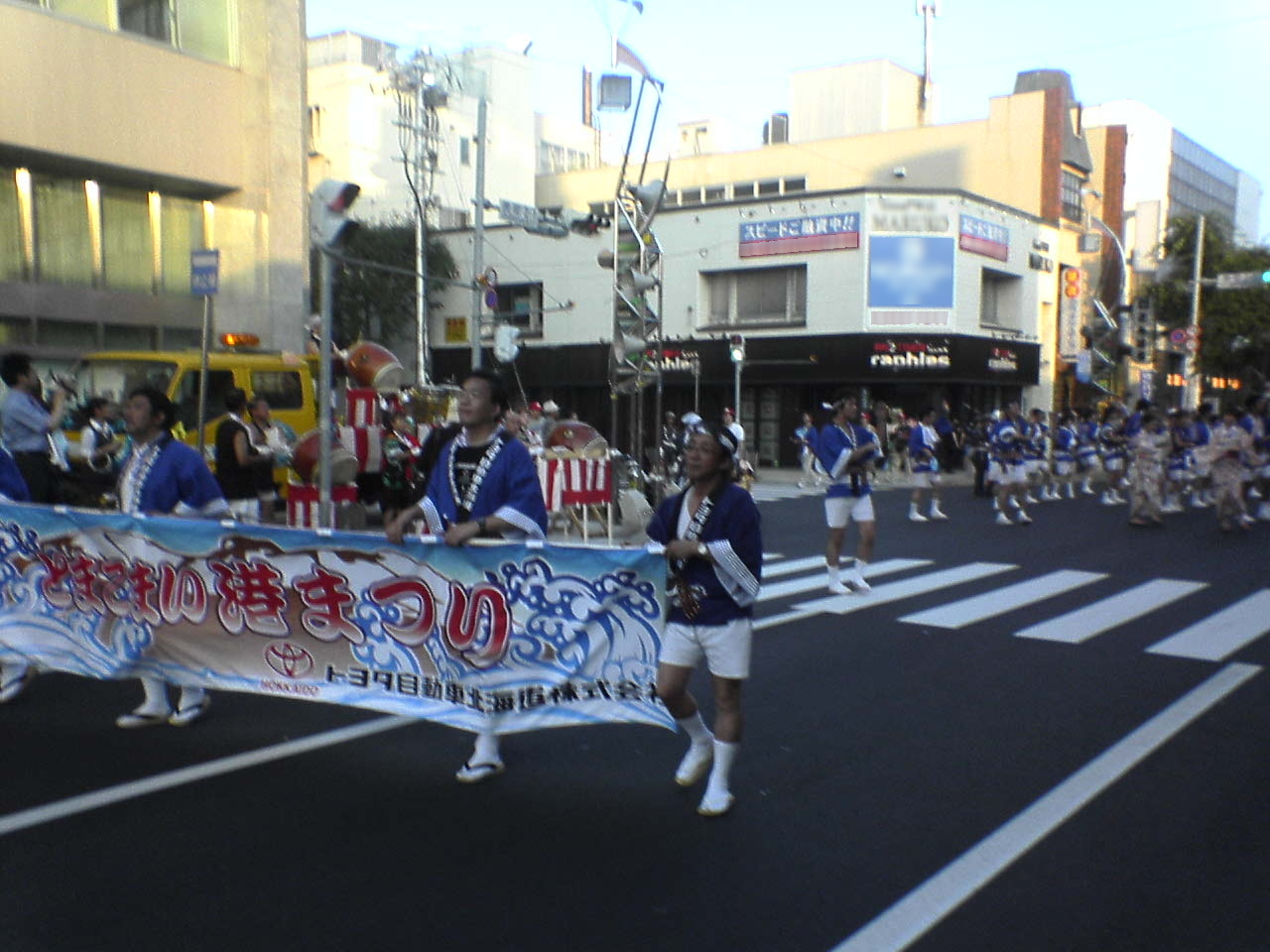
とまこまい港まつりでの市民踊りの様子(2005年)

- 函館港まつり　-　北海道函館市で毎年8月1日 - 5日に開催される、踊りパレード・花火大会を中心とした行事。1935年、函館大火からの復興祈願と開港77周年を記念して初回開催。2014年現在パレードではいか踊りなどが踊られている。

### 東北
- 土崎みなと祭り/土崎神明社例祭/みなと祭り/港祭り/土崎港曳山まつり/土崎の祭り　-　秋田市で毎年7月20日 - 21日に行われる、伝統的な夏祭り。「土崎神明社祭の曳山行事」として重要無形民俗文化財に指定。
- 塩竈みなと祭　-　宮城県塩竈市で毎年7月に実施される夏祭り。日本三大船祭りの一つとされる。
- 気仙沼みなとまつり　-　宮城県気仙沼市で毎年8月上旬に行われる祭り。
- 女川みなと祭り -　宮城県女川町で7月最終土日に行われる行事。

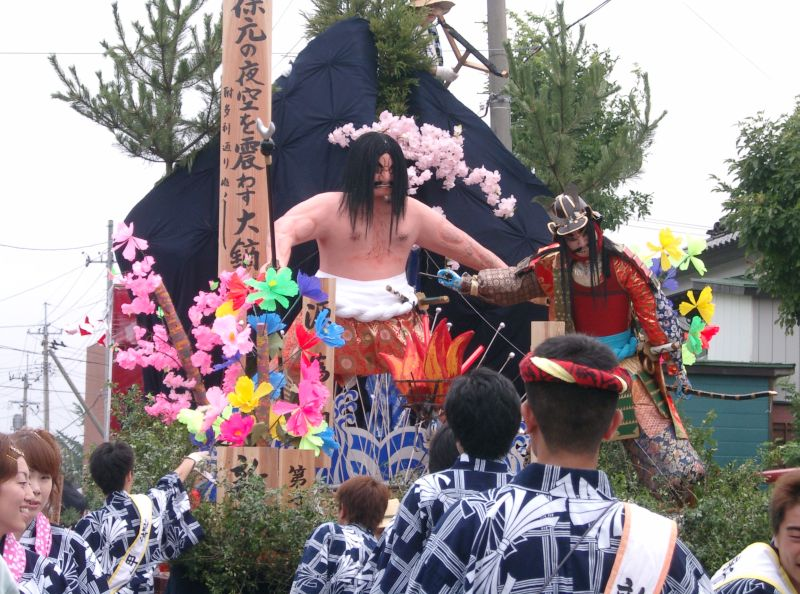
土崎みなと祭り（秋田）
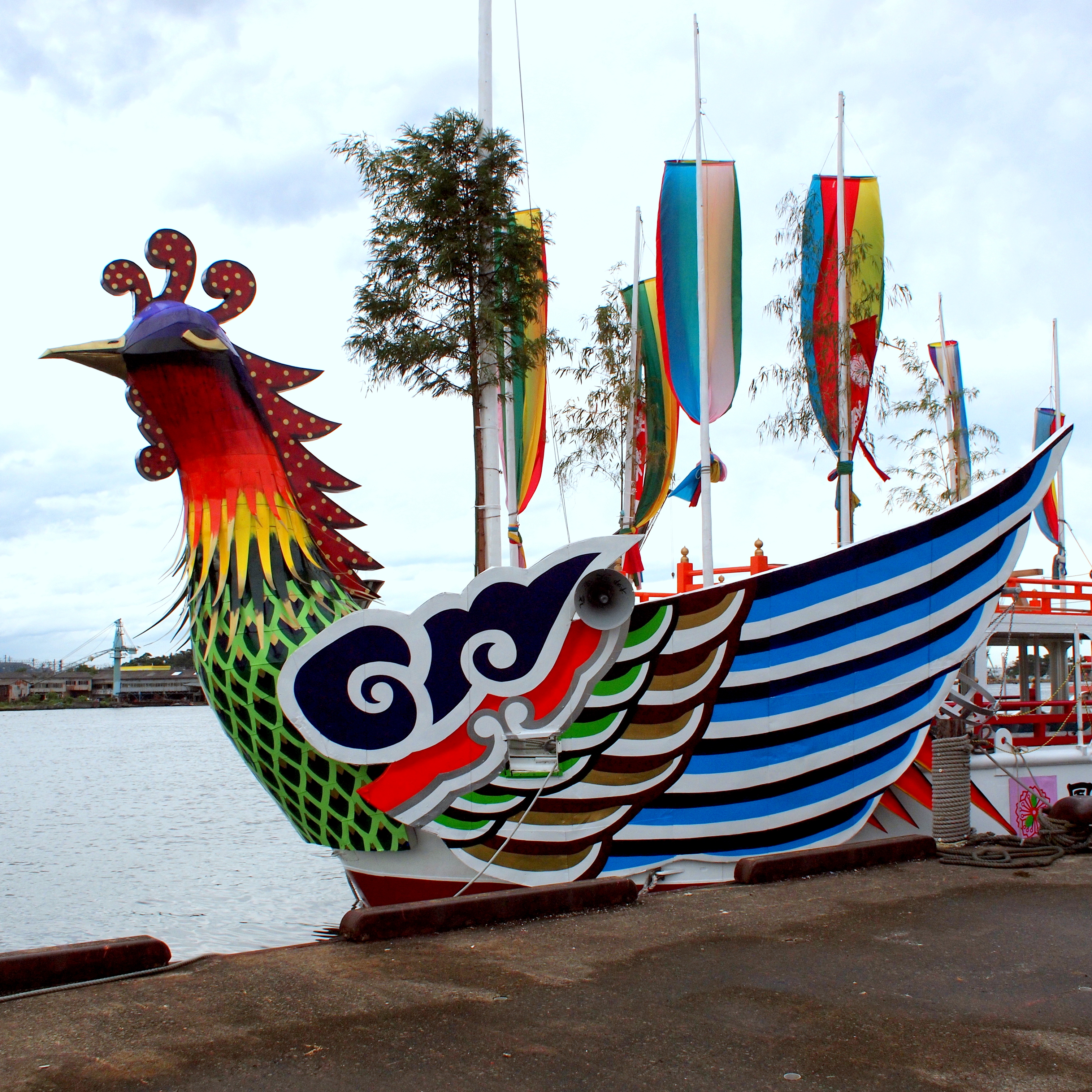
塩竈みなと祭（宮城）

### 関東
- 東京みなと祭 - 東京都中央区の晴海客船ターミナルで毎年5月に行われるイベント。1941年（昭和16年）5月20日に国際貿易港として開港した東京港の開港記念日を祝して開催される[1]。
- 横浜開港記念みなと祭 国際仮装行列 - 神奈川県横浜市で行われるイベント。「みなと祭国際花火大会」も開催される。
- 川崎みなと祭り - 神奈川県川崎市川崎区東扇島にある川崎マリエンで、毎年秋に開催されるイベント[2][3]。1974年（昭和49年）の市制50周年を記念して開始された。
- 浦賀みなと祭 - 神奈川県横須賀市の浦賀港周辺で毎年8月に開催されるイベント。花火大会も開催される。[4][5]。浦賀#概要を参照。
- 千葉港まつり - 千葉市中央区の千葉港で毎年8月に開催されるイベント[6]。
- 銚子みなとまつり - 千葉県銚子市の銚子港で毎年8月に開催されるイベント[7]。
- 岩和田みなと祭り - 千葉県夷隅郡御宿町で開催されるイベント[8]。

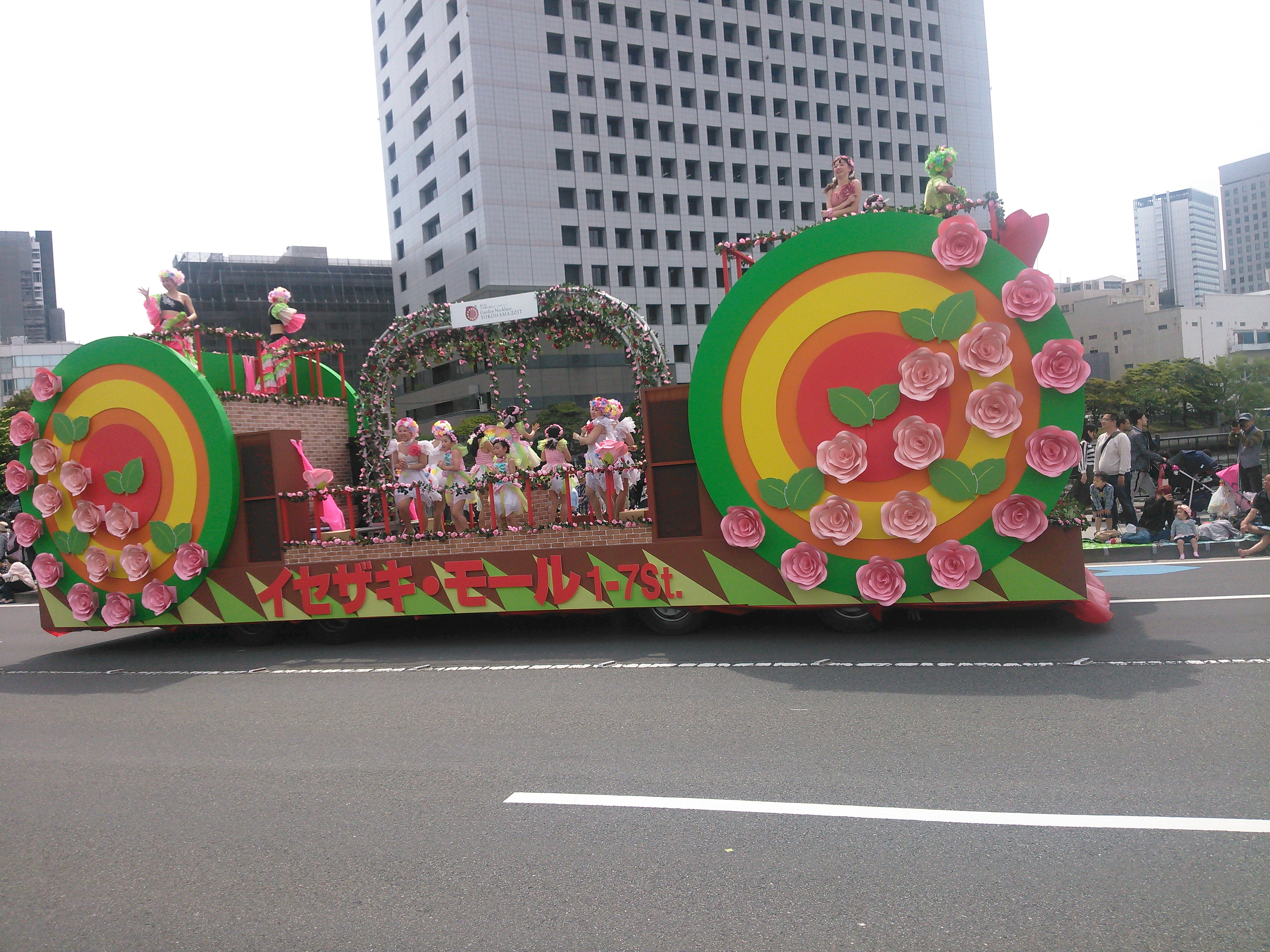
横浜開港記念みなと祭 パレード（神奈川）

### 中部
- 七尾港まつり - 石川県七尾市で7月19日 - 20日に行なわれる祭り。
- 清水みなと祭り - 静岡市清水区で8月第1週に行われるイベント。
- 海の日名古屋みなと祭(り)花火大会/名古屋港祭り　-　名古屋市で7月に行われるイベント。
- おわせ港まつり　-　三重県尾鷲市で毎年8月に行われる行事。
- 鳥羽みなとまつり　-　三重県鳥羽市で毎年7月第4金曜日に行われる祭り。

### 近畿・中国
- Kobe Love Port・みなとまつり　-　神戸市で2002年から毎年夏に開催されているイベント
- 和歌山港まつり花火大会　-　和歌山市で毎年7月20日に開催される花火大会。
- みなと祭 (境港)　-　鳥取県境港市で7月に行われる祭り。
- 呉みなと祭　-　広島県呉市で毎年4月28日または29日に行われる行事。
- 尾道みなと祭/おのみちみなとまつり　-　広島県尾道市で4月下旬に行われる祭り。

### 四国
- 風の港まつり - 香川県東かがわ市引田港。
- たくま港まつり - 香川県三豊市詫間港。
- 観音寺みなと祭り - 香川県観音寺市で7月下旬-8月上旬に行われる行事。
- 小松島港まつり　-　徳島県小松島市で7月後半に行われる、阿波踊りと花火を中心とした祭り。
- 浅川港まつり - 徳島県海部郡海陽町浅川
- 宍喰港まつり - 徳島県海部郡海陽町宍喰
- 松山港まつり　-　愛媛県松山市で毎年7月下旬か8月上旬に行われる、花火をメインイベントとした行事。
- みなと祭り・天神祭り花火大会　-　愛媛県四国中央市三島（旧伊予三島市）で毎年7月23日 - 25日の3日間行われる夏祭り。
- 下灘みなと祭り　-　愛媛県伊予市で行われるイベント。
- 八幡浜みなと祭　-　愛媛県八幡浜市で行われる行事。
- 高知港まつり - 高知県高知市
- 宇佐港まつり - 高知県土佐市宇佐
- 香南市みなこい港まつり - 高知県香南市
- 奈半利町港まつり - 高知県安芸郡奈半利町

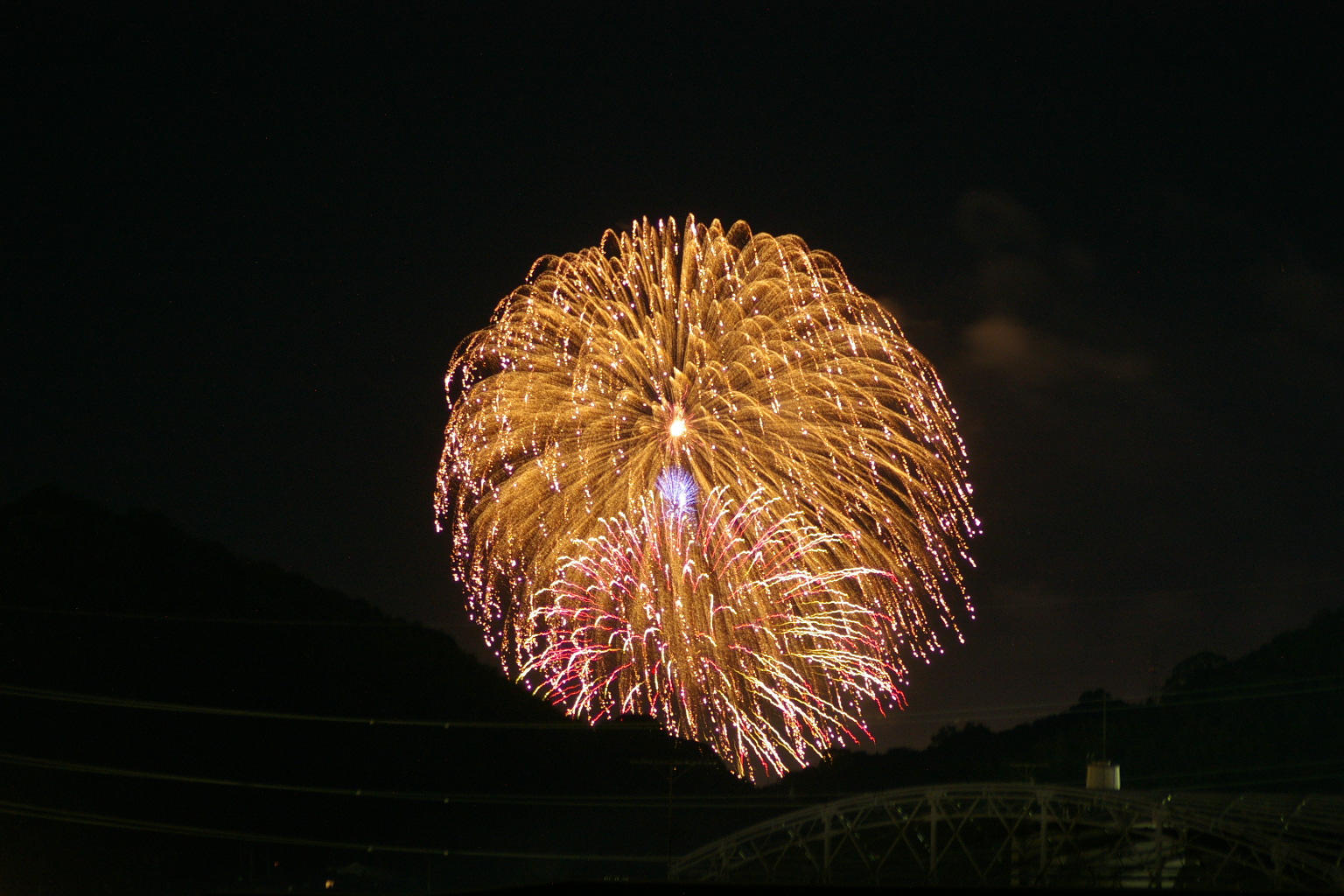
松山港まつり（愛媛）

### 九州
- 博多どんたく港まつり/港祭り（旧称：松囃子どんたく港祭り）　-　博多どんたくに同じ。福岡市で毎年5月3日 - 4日に開催される、伝統的な祭り。博多松囃子は、選択無形民俗文化財に選択。
- 門司みなと祭り　-　福岡県北九州市門司区で毎年5月に行われる行事。
- ながさきみなとまつり/みなと祭(り)　-　長崎市で7月下旬の土・日に開催される、ペーロン選手権を中心とした行事。
- 勝本港祭り　-　長崎県壱岐市で毎年10月15日に行われる祭り。
- 厳原港まつり（いづはらみなとまつり）　-　長崎県対馬市の厳原港で毎年8月の第1土日曜日に行われる祭り。1964年に「厳原港まつり」として始められ、1980年に朝鮮通信使行列が加わった。1988～2012年は「厳原港まつり対馬アリラン祭」という名称になっていたが、2012年に対馬仏像盗難事件が起こったため、2013年に祭名から「対馬アリラン」を削除した[9]。
- 細島みなと祭り　-　宮崎県日向市で毎年7月に行われる伝統的な祭り。1898年（明治22年）の細島町制施行に由来する。

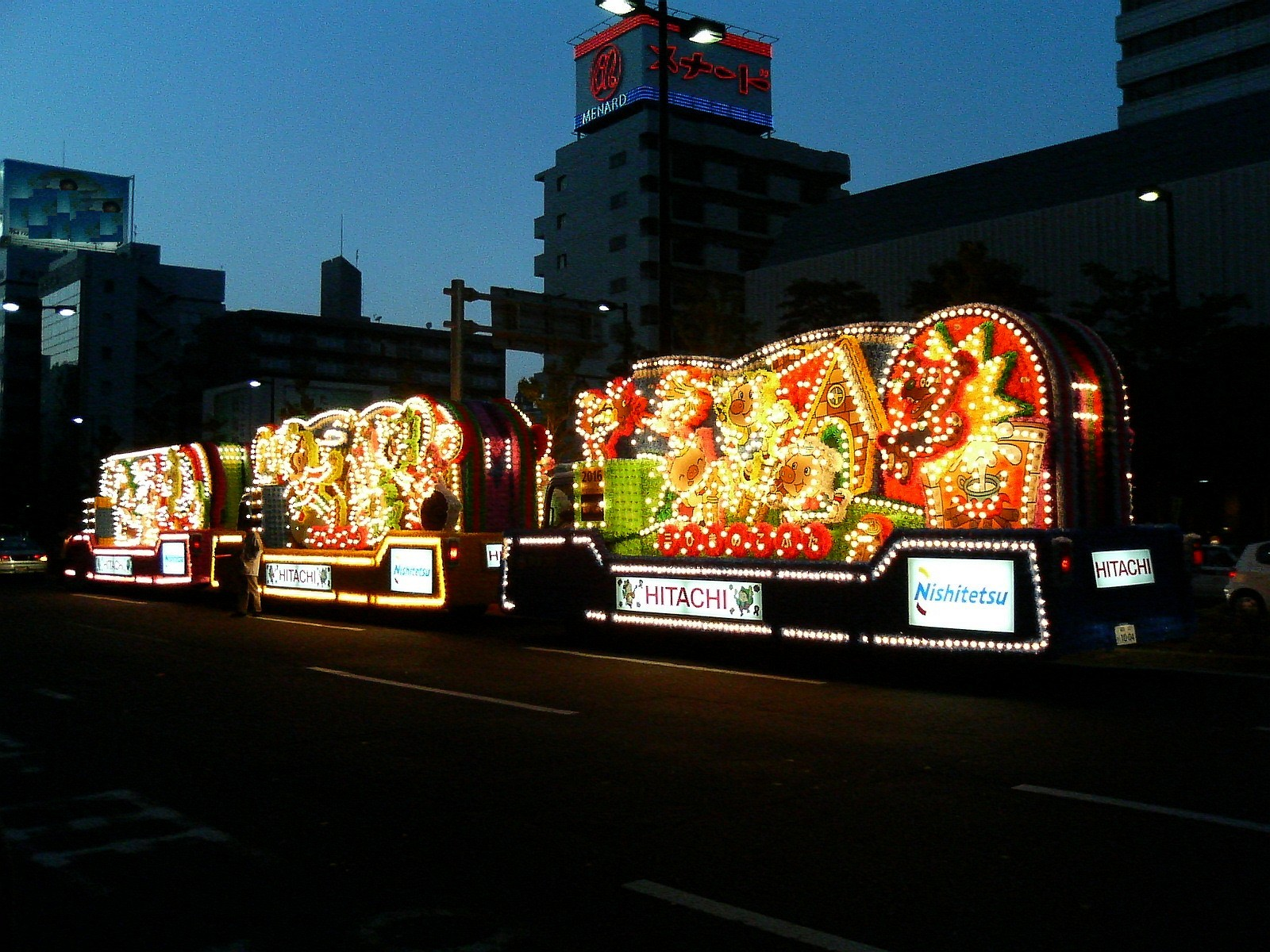
博多どんたく（福岡）